# Kreis Keszthely
Der Kreis Keszthely (ungarisch Keszthelyi járás) ist ein Kreis im Osten des südwestungarischen Komitats Zala. Er grenzt im Norden an den Kreis Zalaszentgrót, im Westen an den Kreis Zalaegerszeg und im Süden an den Kreis Nagykanizsa. Im Osten bildet das Komitat Veszprém mit den Kreisen Sümeg und Tapolca die Grenze, im Süden führt die Grenze zum Kreis Marcali im Komitat Somogy über den Plattensee (ungarisch Balaton).

## Geschichte
Der Kreis ging während der ungarischen Verwaltungsreform Anfang 2013 verstärkt aus dem gleichnamigen Kleingebiet (ungarisch Keszthelyi kistérség) hervor. Das aufgelöste Kleingebiet Hévíz gab alle 8 Gemeinden an den neuen Kreis ab. Das ebenfalls Ende 2012 aufgelöste Kleingebiet Pacsa gab 3 seiner 20 Gemeinden ab. Schließlich kamen vom nördlicher gelegenen Kleingebiet Zalaszentgrót noch 3 weitere Gemeinden.

## Gemeindeübersicht
Der Kreis Keszthely hat eine durchschnittliche Gemeindegröße von 1.635 Einwohnern auf einer Fläche von 17,86 Quadratkilometern. Die Bevölkerungsdichte des drittbevölkerungsreichsten Kreises liegt über dem Komitatswert von 91,5 Einwohnern/km². Der Kreissitz befindet sich in der größten Stadt, Keszthely, im Südosten des Kreises am Ufer des Plattensees gelegen.
| 30 Gemeinden      | Status       | Herkunft Kleingebiet | Einwohnerzahl | Einwohnerzahl | Einwohnerzahl | Fläche (km²) | Bevölkerungs- dichte (Ew./km²) |
| 30 Gemeinden      | Status       | Herkunft Kleingebiet | 01.10.2011    | 01.01.2013    | 01.01.2016    | 01.01.2016   | Bevölkerungs- dichte (Ew./km²) |
| ----------------- | ------------ | -------------------- | ------------- | ------------- | ------------- | ------------ | ------------------------------ |
| Alsópáhok         | Gemeinde     | Hévíz                | 1.376         | 1.360         | 1.329         | 18,02        | 73,8                           |
| Balatongyörök     | Gemeinde     | Keszthely            | 1.022         | 1.021         | 1.020         | 37,59        | 27,1                           |
| Bókaháza          | Gemeinde     | Keszthely            | 268           | 286           | 253           | 6,70         | 37,8                           |
| Cserszegtomaj     | Gemeinde     | Hévíz                | 2.824         | 2.792         | 2.971         | 12,60        | 235,8                          |
| Dióskál           | Gemeinde     | Pacsa                | 471           | 474           | 468           | 19,63        | 23,8                           |
| Egeraracsa        | Gemeinde     | Pacsa                | 298           | 310           | 284           | 7,03         | 40,4                           |
| Esztergályhorváti | Gemeinde     | Keszthely            | 431           | 454           | 417           | 16,69        | 25,0                           |
| Felsőpáhok        | Gemeinde     | Hévíz                | 640           | 635           | 668           | 7,27         | 91,9                           |
| Gétye             | Gemeinde     | Keszthely            | 97            | 117           | 106           | 6,66         | 15,9                           |
| Gyenesdiás        | Großgemeinde | Keszthely            | 3.411         | 3.568         | 3.700         | 18,50        | 200,0                          |
| Hévíz             | Stadt        | Hévíz                | 4.715         | 4.663         | 4.721         | 8,30         | 568,8                          |
| Karmacs           | Gemeinde     | Keszthely            | 823           | 822           | 799           | 14,22        | 56,2                           |
| Keszthely         | Stadt        | Keszthely            | 20.619        | 20.382        | 19.910        | 75,98        | 262,0                          |
| Ligetfalva        | Gemeinde     | Zalaszentgrót        | 49            | 56            | 51            | 4,73         | 10,8                           |
| Nemesbük          | Gemeinde     | Hévíz                | 701           | 681           | 713           | 9,98         | 71,4                           |
| Rezi              | Gemeinde     | Hévíz                | 1.141         | 1.184         | 1.180         | 29,78        | 39,6                           |
| Sármellék         | Gemeinde     | Hévíz                | 1.847         | 1.829         | 1.804         | 35,37        | 51,0                           |
| Szentgyörgyvár    | Gemeinde     | Keszthely            | 296           | 298           | 312           | 11,65        | 26,8                           |
| Vállus            | Gemeinde     | Keszthely            | 129           | 135           | 127           | 21,80        | 5,8                            |
| Várvölgy          | Gemeinde     | Keszthely            | 1.040         | 1.041         | 1.052         | 25,04        | 42,0                           |
| Vindornyafok      | Gemeinde     | Keszthely            | 124           | 123           | 121           | 3,50         | 34,6                           |
| Vindornyalak      | Gemeinde     | Keszthely            | 68            | 81            | 78            | 4,51         | 17,3                           |
| Vindornyaszőlős   | Gemeinde     | Zalaszentgrót        | 331           | 327           | 315           | 10,55        | 29,9                           |
| Vonyarcvashegy    | Großgemeinde | Keszthely            | 2.121         | 2.178         | 2.209         | 14,28        | 154,7                          |
| Zalaapáti         | Gemeinde     | Keszthely            | 1.632         | 1.654         | 1.682         | 23,42        | 71,8                           |
| Zalacsány         | Gemeinde     | Zalaszentgrót        | 981           | 970           | 914           | 16,07        | 56,9                           |
| Zalaköveskút      | Gemeinde     | Hévíz                | 23            | 27            | 26            | 2,27         | 11,5                           |
| Zalaszántó        | Gemeinde     | Keszthely            | 973           | 965           | 923           | 37,73        | 24,5                           |
| Zalaszentmárton   | Gemeinde     | Pacsa                | 58            | 65            | 52            | 4,98         | 10,4                           |
| Zalavár           | Gemeinde     | Keszthely            | 912           | 886           | 835           | 31,06        | 26,9                           |
| Kreis Keszthely   |              |                      | 49.421        | 49.384        | 49.040        | 535,91       | 91,5                           |